# Višavska krompirjeva lakota
Višavska krompirjeva lakota (škotskogelsko Gaiseadh a' bhuntàta) je bilo obdobje 19. stoletja v višavski in škotski zgodovini (1846 do približno 1856), v katerem je pridelek krompirja v kmetijskih  skupnostih Hebridov in zahodnega Škotskega višavja (Gàidhealtachd) večkrat opustošila krompirjeva plesen. Prebivalstvo je bilo v tem času preveč odvisno od krompirjevega pridelka. Gre za del širše prehranske krize, s katero se je soočala severna Evropa, ki jo je sredi 1840-ih povzročila krompirjeva plesen, in ki je povzročila tudi najbolj znano veliko irsko lakoto; v primerjavi z irsko krompirjevo lakoto je bila višavska krompirjeva lakota veliko manj obsežna (resno ogroženo prebivalstvo ni bilo nikoli večje kot 200.000 – in pogosto veliko manj(str.307)) in je vzela veliko manj življenj, saj so hitra in velika dobrodelna prizadevanja preostalega Združenega kraljestva zagotovila, da je relativno malo ljudi umrlo zaradi lakote. Pogoji, pod katerimi je bila dodeljena dobrodelna pomoč, pa so povzročili revščino in podhranjenost med prejemniki. Vladna preiskava ni mogla predlagati nobene kratkoročne rešitve razen zmanjšanja prebivalstva ogroženega območja zaradi izseljevanja v Kanado ali Avstralijo. Višavski najemodajalci so organizirali in plačali izselitev več kot 16.000 svojih najemnikov, veliko, a neznano število pa je plačalo lasten prehod. Dokazi kažejo, da se je večina Višavcev, ki so trajno zapustili območja, ki jih je prizadela lakota, izselila, namesto da bi se preselila v druge dele Škotske. Ocenjuje se, da je približno tretjina prebivalstva zahodnega Škotskega višavja emigrirala med letoma 1841 in 1861.

## Ranljivost kmetijskih površin
V poznem 18. in začetku 19. stoletja se je višavska družba zelo spremenila. Na vzhodnem obrobju Višavja je bila večina obdelovalne zemlje razdeljena na družinske kmetije z 8 do 20 hektarji, ki so zaposlovale krošnjarje (z nekaj zemlje v lastni lasti, ki je sama po sebi nezadostna, da bi jim dala primerno življenje) in cottars (delavci na kmetiji brez lastne zemlje, ki jim je delodajalec ali kmet včasih oddal v podnajem majhen košček zemlje). Gospodarstvo se je izenačilo z nižinskim, katerega bližina je omogočala in spodbujala raznoliko kmetijstvo. Bližina Nižavja je povzročila tudi stalen beg prebivalstva s teh območij.  Na Zahodnih otokih in sosednjem kopnem je bil razvoj zelo drugačen. Poglavarji, ki so postali vse boljši zemljiški gospodje, so ugotovili, da je paša živine (običajno ovac, včasih goveda) najbolj donosna oblika kmetijstva; da bi se temu prilagodili, so svoje najemnike preselili v obalna mesta, kjer so upali, da se bo lahko razvila dragocena industrija, in vzpostavili obsežen sistem kmetovanja (glej Highland Clearances). Velikosti posesti so bile majhne, da bi najemnike spodbudili k sodelovanju v panogi (npr. ribolov, alg), ki jo je najemodajalec želel razviti. Sodobni pisatelj je menil, da bi moral krošnjar 200 dni na leto opravljati delo stran od svojega posestva, če bi se njegova družina želela izogniti revščini. Različne industrije, ki naj bi jih krošnjarska mesta podpirala, so večinoma uspevale v prvem četrtletju 19. stoletja (ki je privabil delavce čez prvotno načrtovano populacijo mestnih območij), vendar je v drugi četrtini upadel ali propadel. Območja za pridelovanje so bila temu primerno obubožana, vendar so se lahko vzdrževala z veliko večjim zanašanjem na krompir (računano je bilo, da lahko en hektar pridelovanja krompirja preživi toliko ljudi kot štiri hektarje gojenja ovsa). Med letoma 1801 in 1841 je prebivalstvo na obdelovalnem območju se je povečalo za več kot polovico, medtem ko je bilo v vzhodnem in južnem Višavju povečanje v istem obdobju pod 10 odstotkov. Posledično neposredno pred mrtvijo, medtem ko je imel celinski Argyll več kot 0,8 hektarja obdelovalne zemlje na prebivalca je bilo le 0,2 hektarja obdelovalne zemlje na prebivalca v Skye in Wester Ross:  na obdelovalnem območju, tako kot na Irskem, je prebivalstvo naraslo do ravni, ki lahko podpira le uspešna letina krompirja.

## Lakota in revščina

### Lakota (1846–1847)
V Škotskem višavju je leta 1846 prišlo do velikega izpada pridelka krompirja zaradi krompirjeve plesni. Pridelki so propadli v približno treh četrtinah obdelovalne regije, zaradi česar je ogroženo približno 200.000 prebivalcev; naslednja zima je bila še posebej mrzla in snežena in smrtnost se je močno povečala. Svobodna škotska cerkev, močna na prizadetih območjih, je takoj sprožila alarm in organizirala pomoč, saj je bila edina organizacija, ki je to aktivno počela konec leta 1846 in v začetku leta 1847; olajšava je bila dodeljena ne glede na denominacijo. Poleg tega je svobodna cerkev organizirala prevoz za več kot 3000 moških iz območij, ki jih je prizadela lakota, na delo na nižinskih železnicah. To je hkrati odstranilo ljudi, ki jih je bilo treba nahraniti, in zagotovilo denar njihovim družinam za nakup hrane.:415
Britanska vlada je zgodaj opazila izpad pridelka. Lastniki zemljišč so se ob koncu poletja 1846 obrnili nanje za pomoč, vendar so bile kakršne koli neposredne subvencije lastnikom izključene, saj bi jih to razbremenilo obveznosti do najemnikov. Sir Charles Trevelyan, pomočnik ministra za finance (dejansko višji javni uslužbenec na tem oddelku), je zagotovil vodstvo. Vlado so omejevala običajna stališča iz sredine 19. stoletja: minimalno posredovanje in velika zaskrbljenost, da bi se izognili motnjam svobodne igre običajnih tržnih sil. Kljub omejitvam teh vladajočih ekonomskih teorij je Trevelyan v pismu septembra 1846 popolnoma jasno povedal, da »ljudje pod nobenim pogojem ne smejo stradati«.:39,120–123
Prvi ukrep vlade je bil zagotoviti, da so najemodajalci v Višavju izpolnili svoje obveznosti in svojim najemnikom zagotovili pomoč zaradi lakote. Odziv najemodajalcev je bil različen. Nekateri so imeli sredstva in pripravljenost za to. Drugi, običajno med preostalimi dednimi lastniki zemljišč, so bili v nevarnih finančnih razmerah in so se trudili izpolniti pričakovanja, nekateri med njimi so zanikali svoje pomanjkanje sposobnosti, da bi to storili. Na zadnji razred, tiste, ki so imeli sredstva za financiranje olajšav za svoje najemnike, a se niso odločili, je vlada močno pritiskala. Višji častniki pomoči so osebno pregledali njihovo lastnino (Kraljeva mornarica je imela parnik, ki je za to zagotovil prevoz). Pozimi leta 1846 so dobili uradni opomin tisti, ki še vedno niso upoštevali navodil. Dodale so se še grožnje, da bo država povrnila stroške pomoči, ki so jih zagotovili, tudi s prodajo dela problematičnih posesti. Do poletja 1847 je celo razvpiti polkovnik John Gordon iz Clunyja priznal višji častnik za pomoč sir Edward Pine Coffin, da je presegel najslabši razred posestnikov.
Vlada je pozimi 1846–1847 namestila dve skladišči obrokov v Portreeju in Tobermoryju in na prizadetih območjih postavila skupino častnikov za pomoč. Skladišča so moko prodajala samo po tržnih cenah – vsak namig na subvencijo je bil v nasprotju z načeli prostega trga. Vendar pa je bil namen ustanovitve skladišč preprečiti spiralno rast cen zaradi lokalnega pomanjkanja - s čimer se je pokazala dilema pri izbiri praktičnih, potrebnih ukrepov, ki so ustrezali sodobnim pogledom na politično ekonomijo. Obstoječa zakonodaja je bila proučena glede možnosti zagotavljanja pomoči. Inovativni ukrepi so se izogibali zaradi strahu pred razširitvijo vloge vlade. Inšpektorjem za revne je bila dovoljena diskrecijska pravica pri zagotavljanju obroka prejemnikom priložnostne pomoči za revne družine. Veliko večja uporaba veljavne zakonodaje je bilo aktivno spodbujanje lastnikov zemljišč, da zaprosijo za posojila po Zakonu o osuševanju in javnih delih. Po racionalizaciji okornega postopka prijave je to usmerilo denar k najemodajalcem, kar jim je omogočilo, da zaposlijo svoje najemnike za izboljšanje zemljišča, ki so ga najeli.
Po prostovoljnih prizadevanjih Svobodne cerkve so decembra 1846 v Edinburgu in januarja 1847 v Glasgowu ustanovili odbore za pomoč. Februarja 1847 so se Svobodna cerkev ter skupini iz Edinburga in Glasgowa združile v Centralni upravni odbor za pomoč Višavju. Do konca leta 1847 so odbori za pomoč zbrali približno 210.000 GBP (približno enakovredno kupni moči 17 milijonov GBP v letu 2018) za podporo pomoči. Druge skupine za organizacijo pomoči so bile British Relief Association; njena prizadevanja sta usklajevala lord Kinnaird in grof Dalhousie. Novice o lakoti so škotsko diasporo, vključno s škotsko-ameriškimi državljani, vodile k organizaciji pomoči.
Takojšen odziv Nižavja (in veliko manjši obseg problema) je pomenil, da so bili programi pomoči zaradi lakote na Škotskem bolje organizirani in učinkovitejši kot na Irskem. Tako kot na Irskem izvoz živil iz Škotske ni bil prepovedan, v Invernessu, Wicku, Cromartyju in Invergordonu pa so vojake uporabili za zadušitev protestov proti izvozu žita ali krompirja iz lokalnih pristanišč.

### Pomoč revščini (1847–1850)
Leta 1847 je bil izpad pridelka manjši in smrtnost se je normalizirala; nato je vlada pomoč pri lakoti prepustila osrednjemu odboru. Propadanje pridelka se je nadaljevalo, vendar na zmanjšani ravni, program dobrodelne pomoči pa se je ustavil šele, ko so skoraj izčrpana sredstva. En sodoben zgodovinar povzema njegov razvoj: »... postopoma je prevzel najslabše poteze srednje viktorijanske filantropije. Hkrati je avtokratski in birokratski odbor postal gradbeni delodajalec, ki je plačeval najnižje plače v naravi za težko delo na javnih delih. .. «. Olajšava ni bila na voljo tistim z razpoložljivim kapitalom (kar je bilo razloženo tako, da vključuje živino). Dnevni obrok (ovsenih kosmičev ali indijske moke) je centralni odbor sprva določil na 680 g na moškega, 340 g na žensko in 230 g na otroka. Od prejemnikov se je pričakovalo, da bodo delali za svoje obroke, kar bo privedlo do gradnje »cest revščine« in drugih javnih del z malo (če sploh) prave vrednosti. Ta zahteva sprva ni bila dosledno uveljavljena, vendar se pridelki krompirja niso uspeli povrniti na raven pred plesnijo in osrednji odbor je postal zaskrbljen, da bodo dolgoročni prejemniki obrokov postali revni.

Zdravstvena pomoč ... bi bila prekletstvo namesto koristi; in zato je bilo nujno potrebno naučiti ljudi v Višavju, da se morajo za prihodnost zanašati na svoje vire. Da bi dosegli ta cilj, bi jih bilo potrebno poučiti o kmetovanju, razvoju zakladov globin in preganjanju proizvodnje alg.
Da bi jih spodbudili, da se postavijo na lastne noge, so obrok zmanjšali (npr. na 450 g na človeka) in bi ga dobili le tisti, ki bi opravljali poln osemurni delovni dan. Ta »preizkus pomanjkanja«, ki je bil sam po sebi oster, izvajala pa ga je viktorijanska birokracija in nadzorovali uradniki, ki so bili navajeni uveljavljati pomorsko disciplino, je povzročil veliko sovražnost.
Do leta 1850 so bila sredstva za pomoč skoraj izčrpana in zaradi vztrajanja krompirjeve plesni je naraščal občutek (celo znotraj odborov za pomoč), da so potrebne dolgoročne rešitve; zagotavljanje kratkoročne pomoči je odložilo njihovo sprejetje. Destitution Relief Boards so sporočili, da bodo prenehali delovati konec septembra 1850. Pri tem so izrazili dvoje skrbi: če bo pridelek krompirja znova propadel, bo vse tako slabo kot leta 1846; po drugi strani pa, če pridelek iz leta 1850 v veliki meri ne bi bil prizadet, se Gorjani ne bi naučili lekcije in se vrnili na svoja stara pota, štiriletna prizadevanja za diverzifikacijo svojih virov hrane in dohodka pa bi propadla.

## Posledično depopulacija
Večina najemodajalcev si je prizadevala zmanjšati posledice lakote za svoje najemnike kmete: odpovedali so se najemnini, darovali odborom za pomoč, vodili lastne vzporedne operacije pomoči, financirali uvedbo novih poljščin in industrij ali oživljanje starih. Vendar ko je postalo očitno, da ima kmetovanje pri trenutnih stopnjah prebivalstva dolgoročne težave, so se bali, da bo vlada uvedla nek sistem trajne olajšave, ki bo bremenila njihova posestva (bodisi neposredno ali prek reforme zakona o revnih). Namesto tega so skušali rešiti ali odstraniti težave tako, da so svoje revnejše najemnike spodbudili k selitvi v Nižavje ali emigriranju v tujino.
Teoretična podpora problemu presežka prebivalstva je bila v delu Malthusa, kar je zagotovo vplivalo na upravljanje posestva vojvode Sutherlandskega. Njegov dejavnik v okrožju Scourie (Evander McIver) je deloval tako, da je najemodajalca prepričal, naj subvencionira izseljevanje, in najemnika spodbudil, da sprejme ponujeno pomoč. Medtem ko je drugi vojvoda Sutherlandski dejansko prepovedal deložacijo, da bi to dosegel, je vpliv ugodnih poročil prejšnjih izseljencev skupaj s stopnjo revščine v skupnosti deloval kot spodbuda za ljudi, da odidejo. Skrajna revščina je delovala kot ovira za izseljevanje – kar je poudarjalo pomen finančne pomoči najemodajalca.
Območja pridelave so med zgodnjimi 1840-imi in poznimi 1850-imi izgubila približno tretjino svojega prebivalstva; izgube so bile večje na Hebridih in bolj oddaljenih območjih celine, kot je Ardnamurchan, kjer je bilo do leta 1856 izseljenih več kot 40 % prebivalcev. Nekateri najemodajalci so prispevali k 'pomoči' pri izseljevanju (v skladu s katero je bilo več kot 16.000 kmetovalcev odpremljenih v tujino v Kanado in Avstralijo), drugi so spodbujali svoje najemnike, da so se preselili, tako da so zavzeli strožjo stališče do zaostalih najemnin, pravic do rezanja trave in drugih praks, ki so jih imeli najemniki.  Toda – ker krošnjarji niso imeli nobene varnosti posesti – so najemodajalci lahko svoje odvečne najemnike preprosto izselili. Pine Coffin je postal vznemirjen zaradi obsega deložacij v letih 1848-9 in opozoril na »vznemirjenje samih temeljev družbenega sistema«. Na otoku Lewis je obsežno 'prostovoljno' izseljevanje v Kanado iz Mathesona posestva spodbujala tako korenček (obljube o dobrem ravnanju s prostovoljci) kot palica (opominjanje najemnikov glede zaostalih najemnin in možnost njihove deložacije). Priča tega je v 1880-ih dejala: »Nekateri ljudje pravijo, da je bilo prostovoljno. Toda bilo je veliko prisile in ti ljudje so bili poslani zelo proti njihovi volji. To je zelo dobro znano in prisotni ljudje to dobro vedo. seveda jih policija ni prijela v roke in vse to, ampak bili so v zamudi in so morali iti ter protestirali proti odhodu.«